# Ditrichophora sia
Ditrichophora sia är en tvåvingeart som först beskrevs av Dahl 1959.  Ditrichophora sia ingår i släktet Ditrichophora och familjen vattenflugor.
Artens utbredningsområde är Norge. Inga underarter finns listade i Catalogue of Life.